# جهان فردا
جهان فردا یا نمایش جولیان آسانژ یک مجموعه برنامه تلویزیونی ۲۰۱۲ است که شامل مصاحبه‌های سیاسی ۲۶ دقیقه‌ای است که توسط بنیانگذار و سردبیر ویکی‌لیکس جولیان آسانژ میزبانی شد و شبکه آرتی، رسانه تحت کنترل کرملین، تامین مالی آن را انجام داد. دوازده قسمت قبل از پخش این برنامه فیلمبرداری شد. اولین بار در ۱۷ آوریل ۲۰۱۲، پانصدمین روز از «محاصره مالی» ویکی لیکس، در آرتی پخش شد و آخرین بار در ۳ ژوئیه ۲۰۱۲ پخش شد.

## فهرست قسمت‌ها
| #  | عنوان قسمت    | زمان پخش      | مهمان(ها)                                                      | منبع   |
| -- | ------------- | ------------- | -------------------------------------------------------------- | ------ |
| ۱  | نصرالله       | ۱۷ آوریل ۲۰۱۲ | حسن نصرالله                                                    | [ ۶ ]  |
| ۲  | هوروویتز-ژیژک | ۲۴ آوریل ۲۰۱۲ | اسلاوی ژیژک دیوید هوروویتز                                     | [ ۷ ]  |
| ۳  | مرزوقی        | ۱ می ۲۰۱۲     | منصف مرزوقی                                                    | [ ۸ ]  |
| ۴  | علاء-نبیل     | ۸ می ۲۰۱۲     | علاء عبدالفتاح نبیل رجب                                        | [ ۹ ]  |
| ۵  | کِیج           | ۱۵ می ۲۰۱۲    | معظم بِیگ عاصم قریشی                                            | [ ۱۰ ] |
| ۶  | کورئا         | ۲۲ می ۲۰۱۲    | رافائل کورئا                                                   | [ ۱۱ ] |
| ۷  | اِشغال         | ۲۹ می ۲۰۱۲    | دیوید گریبر ماریسا هلمز الکسا اوبراین آرون پیترز نائومی کالوین | [ ۱۲ ] |
| ۸  | سایفرپانکس ۱  | ۵ ژوئن ۲۰۱۲   | اندی مولر-ماگون ژرمی زیمرمن جیکوب اپلبام                       | [ ۱۳ ] |
| ۹  | سایفرپانکس ۲  | ۱۲ ژوئن ۲۰۱۲  | اندی مولر-ماگون ژرمی زیمرمن جیکوب اپلبام                       | [ ۱۴ ] |
| ۱۰ | خان           | ۱۹ ژوئن ۲۰۱۲  | عمران خان                                                      | [ ۱۵ ] |
| ۱۱ | چامسکی-علی    | ۲۶ ژوئن ۲۰۱۲  | نوآم چامسکی طارق علی                                           | [ ۱۶ ] |
| ۱۲ | انور          | ۳ ژوییه ۲۰۱۲  | انور ابراهیم                                                   | [ ۱۷ ] |

## تولید
این نمایش را کوییک رول پروداکشنز تولید کرد که جولیان آسانژ با کمک دارتموث‌فیلمز آن را تأسیس کرد. این برنامه توسط جرنیمن‌پیکچرز توزیع شد و به زبان‌های انگلیسی، عربی، و اسپانیایی در سطح بین‌المللی توسط آرتی و روزنامه ایتالیایی لسپرسو پخش شد، که هر دو برنامه را به صورت آنلاین در دسترس قرار دادند. موسیقی نمایش را ام.آی.ای. ساخت.
مارگاریتا سیمونیان، سردبیر آرتی، گفت که آسانژ پس از پایان مشکلات قانونی، ساخت برنامه‌ها و اجازه پخش آن‌ها در تلویزیون روسیه را از سر خواهد گرفت.

## پذیرش
رابرت مکی در وبلاگ خود در نیویورک تایمز، آرتی را «یک شریک عجیب» برای آسانژ نامید در حالی که رابرت کولویل با نوشتن این جمله نمایش آسانژ را مورد بررسی قرار داد «بعد از اینکه ویکی‌لیکس - و ماموریتش برای تغییر جهان - زیر بار ایگوی رهبرش از هم پاشید، آسانژ میزبان یک برنامه تلویزیونی با حمایت آن دوست برجسته آزادی، ولادیمیر پوتین، شد. لوک هاردینگ در مقاله‌ای برای گاردین،این نمایش را دلیلی بر این دانست که آسانژ یک «احمق مفید» است. مقاله دیگری در گاردین به قلم میریام الدر گفت که تردید وجود دارد که «انقلابیون» روسی در فهرست مهمانان برنامه قرار بگیرند و توئیتی از الکساندر لبدف را گزارش کرد که آسانژ را مورد سرزنش قرار داد و در آن نوشت: «تصور کردنِ یک فینال بدتر سخت است برای یک «مخالف نظم جهانی»، کارمند «روسیه امروز» شدن که تحت کنترل دولت است. مجله نیویورک این برنامه را ناامید کننده خواند و گفت «حتی جالب نبود» و «پربارترین چند ثانیه پخش» تم آهنگ بود.
گلن گرینوالد از مجله سلان نمایش را ستایش کرد و مخالفانی که برای نیویورک تایمز و گاردین می‌نوشتند را محکوم کرد. در پایان فصل، تریسی کوان مقاله‌ای به نام «من عاشق نمایش جولیان آسانژ هستم» نوشت و سریال را «اعتیادآور، پر جنب و جوش، گسترده و آموزنده» توصیف کرد. 